# Byrathanahalli, Malur
Byrathanahalli là một làng thuộc tehsil Malur, huyện Kolar, bang Karnataka, Ấn Độ.